# Delbeck

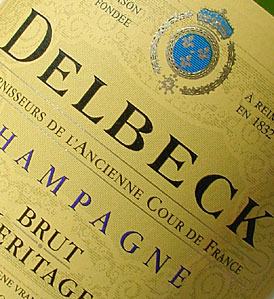
Delbeck

Delbeck is een champagnehuis dat in 1832 in Reims werd gesticht. De stichter was Felix-Desire Delbeck (1799-1878). Frankrijk was tot 1848 een koninkrijk en Delbeck werd hofleverancier met de titel "fournisseur exclusif breveté de la Cour de France". Sindsdien prijken de drie lelies uit het wapen van de Bourbons op de champagneflessen van dit huis.
Felix-Desire Delbeck trouwde hij met barones Balsamie Barrachin, kleindochter van Baron Ponsardin, burgemeester van Reims, en nicht en petekind van de beroemde weduwe Nicole-Barbe Clicquot-Ponsardin  van het gelijknamige champagnehuis. In 1832 verwierf hij wijngaarden op de Montagne de Reims en in de Côte des Blancs.
Dankzij de talenten van zijn keldermeester, Louis-Ferdinand Vasniers, kon Delbeck uitstekende wijnen verkopen. De reputatie van zijn huis nam snel toe. Zo werd  Delbeck in 1838 de exclusieve leverancier van champagnes aan het hof van koning Lodewijk Filips I van Frankrijk. Andere champagnehuizen werden hofleverancier in Rusland of Engeland maar Delbeck is de enige hofleverancier van champagne aan het Franse hof geweest.
Na een financieel schandaal, het faillissement van Champagne-Bricout Delbeck, werd het bedrijf in 2003 na 171 jaar opgeheven. De Unie van champagnehuizen verklaarde dat de ondergang van het familiebedrijf aan wanbeheer te wijten was en niets met de kwaliteit van de champagnes te maken had.
De champagnes van Delbeck worden nog steeds verkocht. De flessen van vóór de beëindiging van het bedrijf zijn immers, mits goed bewaard, nog steeds drinkbaar. 